# 姬莉·史密芙
姬莉·珍妮·史密芙，MBE（1978年10月29日—），前英格蘭女子足球運動員，司職前鋒，曾效力英格蘭足球總會女子超級聯賽球會阿仙奴及英格蘭女隊成員，並曾於2012代表英國女隊參與奧運賽事。
史密芙於2015年2月3日宣布從國家隊退休。

## 生平

### 球會
回歸阿仙奴
2012年美国女子足球职业联赛宣佈停辦，姬莉·史密芙聯同隊友雙雙返國再度加盟阿仙奴。

## 榮譽
史密芙於2008年英女王壽辰授勳名單獲頒員佐勳章（MBE）。
溫布萊
- 女子聯賽盃：1995/96年；

阿仙奴
- 英格蘭女子超級聯賽：1996/97年、2005/06年、2006/07年、2007/08年；
- 欧洲女子冠军联赛：2006/07年；
- 女子足總盃：2005/06年、2006/07年、2007/08年；
- 女子聯賽盃：2005/06年、2006/07年、2008/09年；
- 女子社區盾：2005/06年、2006/07年、2007/08年、2008/09年；

## 外部連結
- 姬莉·史密芙 – FIFA國際賽競賽紀錄 (存檔)
- Football Association player profile （页面存档备份，存于）
- Boston Breakers player profile
- New Jersey Wildcats player profile （页面存档备份，存于）
- WUSA player profile